# Dänische Seemannskirche Hamburg

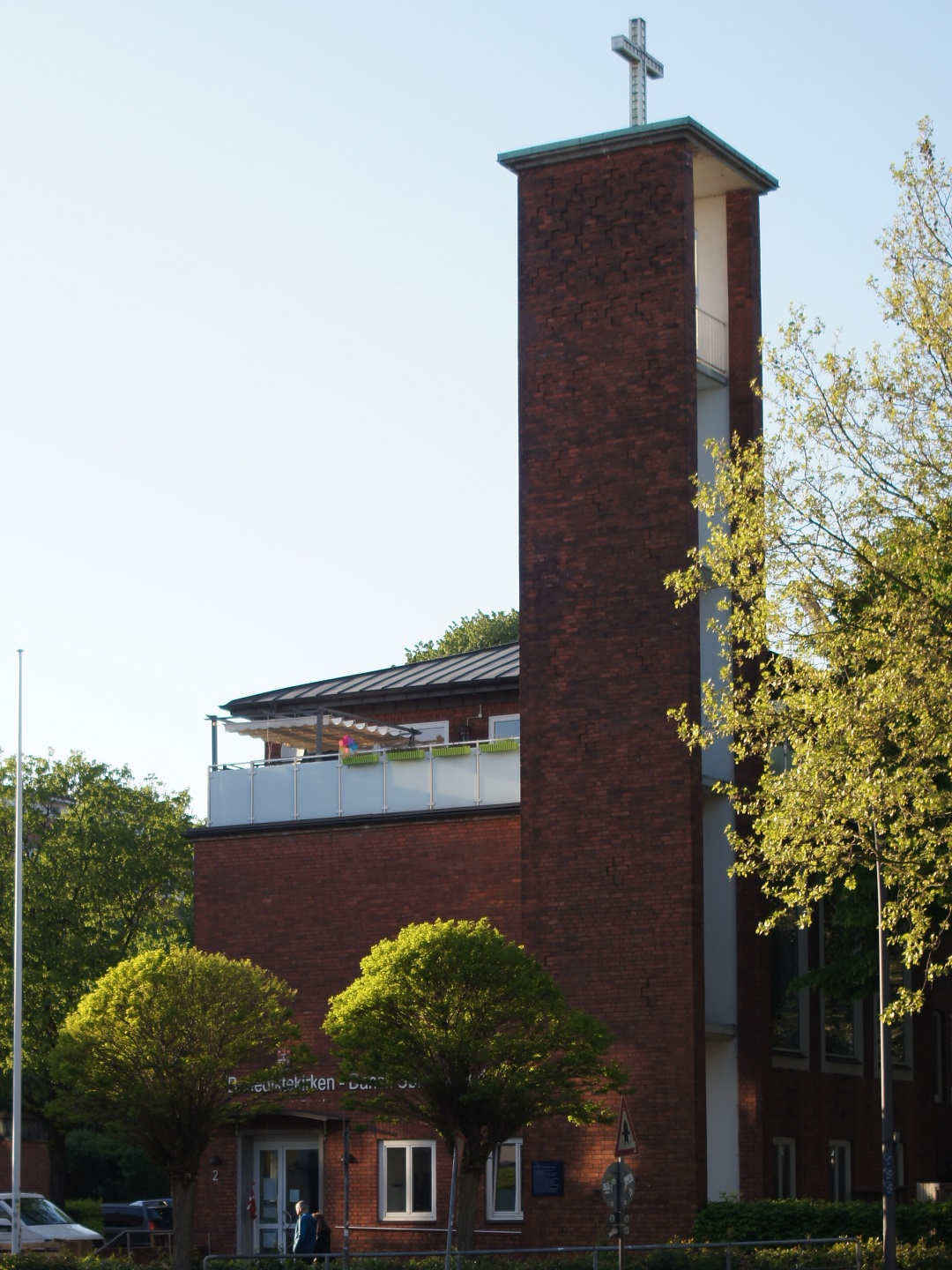
Haupteingang und Glockenturm

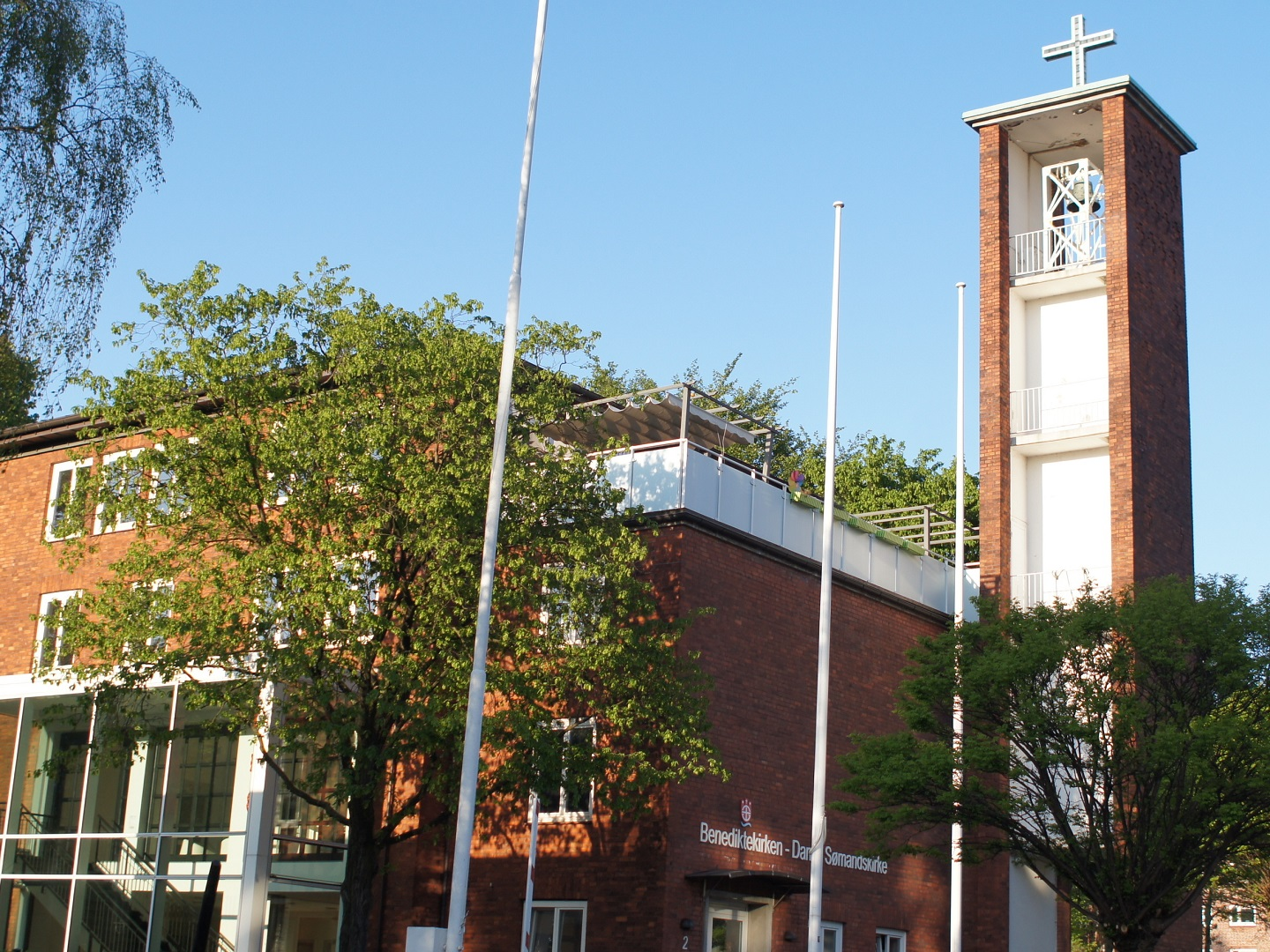
Ansicht von Westen

Die Dänische Seemannskirche Hamburg (dänisch Dansk Sømandskirke Hamborg), seit 2007 auch Benediktekirken, ist eine evangelisch-lutherische Seemannskirche in Hamburg. Sie gehört zur Danske Sømands- og Udlandskirker (DSUK; Dänische Seemanns- und Auslandskirche). Das Bauwerk vereint Kirche und Gemeindezentrum unter einem Dach. Es ist als Kulturdenkmal geschützt.

## Lage
Das Gebäude befindet sich am Anfang der Ditmar-Koel-Straße im Stadtteil Neustadt (Portugiesenviertel) im Westen schließen sich unmittelbar die norwegische und auf sie folgend die finnische Seemannskirche an. Am westlichen Ende der Straße liegt das Gebäude der Schwedischen Seemannskirche (Gustaf Adolfskyrkan).

## Geschichte
Die dem Kopenhagener Bischof unterstellte Dänische Seemannskirche in fremden Häfen richtete 1875 die eine Seemannsmission in Hamburg ein. Erster Pastor war Georg Heden. Ein eigenes Gebäude konnte 1921 in der Bernhard-Nocht-Straße erworben werden. Der Bau wurde 1943 durch die Bombenangriffe der Operation Gomorrha im Zweiten Weltkrieg zerstört.
Nach Kriegsende fand die Gemeindearbeit im wiederhergestellten Kellergeschoss statt. Pastor Gustav A. Højlund sammelte unterdessen Geld für eine neue Kirche. Das Grundstück stellte die Stadt Hamburg zur Verfügung. Der Neubau des Gemeindezentrums wurde am 3. Februar 1952 eingeweiht. Damals stand zwischen dieser Kirche und dem Hamburger Michel kein einziges Gebäude mehr.

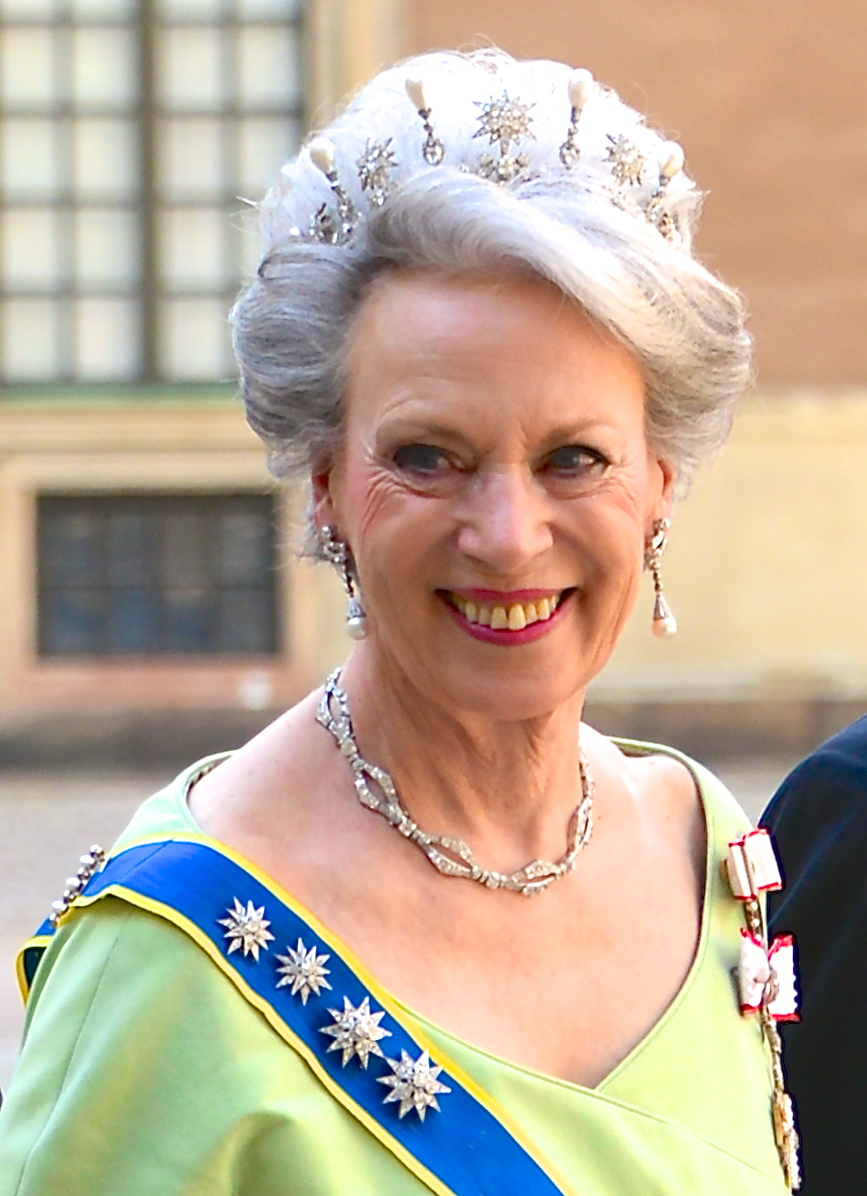
Prinzessin Benedikte (2013)

Von 2004 bis 2007 erfolgten umfassende Renovierungsarbeiten, die mit Stiftungsgeldern und Privatspenden finanziert wurden. Der Kirchenraum wurde von Erik A. Frandsen künstlerisch neu gestaltet. Die Einweihung im Jahr 2007 fand im Beisein von Prinzessin Benedikte statt. Sie gab die Erlaubnis die Kirche Benediktekirken zu benennen.

## Beschreibung
Das Bauwerk wurde nach Plänen von Otto Kindt errichtet. In dem viergeschossigen Backsteinbau sind Kirche, Gemeinderäume und Pastorat unter einem Dach vereinigt. Über dem Eingang liegt die Pfarrwohnung mit einer offenen Dachterrasse.
Der Glockenturm ist ein offener Stahlbetonturm. Zwei Seiten sind mit Ziegelsteinen verblendet. Der Mauerwerksverband zeigt durch zurückgesetzte Steine eine Kreuzstruktur. Vorbild für den Turm war die 1942–1944 von Erik Møller erbaute Adventskirken im Kopenhagener Stadtteil Vanløse.
Das Bauwerk ist unter der Nummer 29299 in die Hamburger Denkmalliste eingetragen.